# Kamień Coyolxauhqui
Kamień Coyolxauhqui – aztecki artefakt w formie kamiennego dysku o średnicy 3,25 m. Został wykopany przypadkowo w dniu 21 lutego 1978 roku przez robotników kładących linię elektryczną pod jedną z ulic Meksyku. Miejsce, w którym go znaleziono, to podnóże niegdysiejszego Templo Mayor, głównej świątyni azteckiej stolicy Tenochtitlán. 
Powierzchnia dysku pokryta jest reliefem, nawiązującym swoją treścią do mitu o bogu Huitzilopochtli, który zabił zbuntowaną przeciw niemu siostrę Coyolxauhqui, a następnie rozczłonkował jej ciało. W przedstawionej scenie znajduje się nagie, zdekapitowane i poćwiartowane ciało bogini, w które wplata się ognisty wąż będący symbolem Huitzilopochtliego. Usytuowanie dysku o podnóża Templo Mayor nadawało mu znaczenie zarówno religijne, jak i propagandowe: oto martwa Coyolxauhqui spoczywa u stóp głównej świątyni imperium, podobnie jak niegdyś spoczywała pogrzebana przez brata pod mityczną Górą Węża; jednocześnie jej los jest losem wszystkich zbuntowanych przeciw azteckiemu państwu, dodatkowo w znieważający dla nich sposób sportretowanych nagich i jako kobieta.
Obecnie dysk znajduje się w zbiorach Museo del Templo Mayor w Meksyku.